# Johan Carlsson
Johan Gustav Carlsson (Göteborg, 29 augustus 1986) is een Zweedse voormalig golfprofessional. 

## Amateur
Hij ging na het gymnasium in 2007 in San Diego studeren en speelde college golf. Hij won in Zweden drie keer het Sotenäs Junior Open van de Junior Masters International Tour. Als amateur speelde hij een aantal toernooien in 2006 op de Telia Tour en behaalde zes top-10 plaatsen.

## Professional
Hij speelde in 2012 op de Nordea Tour en eindigde in de ranking op de 2de plaats, waardoor hij naar de Challenge Tour promoveerde. In deze Nordea Tour was hij in 2012 de beste op het Nordea Tour Championship. In september 2013 won hij het Kazakhstan Open op de Challenge Tour. Als gevolg van zijn goede resultaten op de Challenge Tour mocht Carlsson vanaf 2014 ook spelen op de Europese PGA Tour. Carlsson speelde op de Europese PGA Tour van 2014 tot 2017. 

### Overwinningen
| Jaar | Toernooi                 | Tour                                   |
| ---- | ------------------------ | -------------------------------------- |
| 2012 | Nordea Tour Championship | Nordea Tour, deel van de Nordic League |
| 2013 | Kazakhstan Open          | Challenge Tour                         |